# Казакова Римма Федорівна
Ри́мма Фе́дорівна Казако́ва (рос. Римма Фёдоровна Казакова; 27 січня 1932, Севастополь — 19 травня 2008, селище Перхушкове Одинцовського району Московської області Росії) — радянська і російська поетеса та перекладачка. Член Спілки письменників СРСР (1959).

## Біографія
Римма Федорівна Казакова народилася 27 січня 1932 року в Севастополі в сім'ї військового. Закінчила 1954 року історичний факультет Ленінградського університету, 1964 року — Вищі літературні курси при Спілці письменників СРСР. Працювала в Хабаровську лектором, редактором студії кінохроніки.
Перші збірки віршів: «Зустрінемося на Сході» (Хабаровськ, 1958), «Там, де ти» (Москва, 1960).
Відома на весь колишній Радянський Союз віршами до пісень «Ты меня любишь» та «Мадонна» у виконанні Олександра Сєрова.
Померла 19 травня 2008 року в санаторії селища Перхушкове Одинцовського району Московської області Росії. Поховали Римму Казакову 22 травня на Ваганьковському кладовищі в Москві.